# سیرین پرل ایرلاینز
سیرین پرل ایرلاینز (به انگلیسی: Syrian Pearl Airlines) یک شرکت هواپیمایی است که در تاریخ ۲۰۰۸ میلادی تأسیس شده است. دفتر مرکزی سیرین پرل ایرلاینز در دمشق، سوریه واقع شده‌است و قطب این شرکت هواپیمایی در فرودگاه بین‌المللی دمشق قرار دارد و به ۴ مقصد، پرواز مستقیم انجام می‌دهد.